# Distretto di Latehar
Il distretto di Latehar è un distretto del Jharkhand, in India, di 558 831 abitanti. Il suo capoluogo è Latehar.
Il distretto è stato creato il 4 aprile 2001 e in precedenza faceva parte del distretto di Palamu. Il distretto comprende sette comuni, denominati Development Blocks, "blocchi di sviluppo": Latehar, Chandwa, Balumath, Manika, Barwadih, Garu e Mahuadar.